# Американо-польские отношения
Американо-польские отношения — двусторонние дипломатические отношения между Соединёнными Штатами Америки (США) и Польшей.

## Вторая Речь Посполитая
В апреле 1919 года США установили дипломатические отношения с вновь образованной Польской республикой, но отношения между двумя странами были отдаленными и сухими, хотя в принципе положительными (посредством американской политики невмешательства, а также потому что партнерство с Польшей не рассматривалось как значимое для интересов США).
Обе страны стали союзниками во Второй мировой войне, но потребность в серьезном взаимодействии между Соединенными Штатами и польским правительством в изгнании была относительно небольшой.

## Посткоммунистический период (с 1989 до наших дней)
Важной задачей новой внешней политики Польши было налаживание отношений с Соединенными Штатами Америки, которые, несмотря на поражение в «холодной войне» Советского Союза, в том числе и социалистического лагеря в целом, стали самым влиятельным государством в мире как в экономическом, так и в военно-политическом плане. В ноябре 1989 Л. Валенса посетил США, где был награждён медалью Свободы: "Лех Валенса, от имени народа Соединенных Штатов я с гордостью могу сказать вам сегодня: " Займите своё место в этом доме свободы… через несколько дней вы станете вторым частным гражданином-иностранцем за всю нашу историю, который будет выступать на объединенном заседании обеих палат конгресса, — после маркиза Лафайета, который выступал там в 1834… А теперь с чувством огромной гордости я вручаю вам медаль, которой к вам были награждены такие люди, как Мартин Лютер Кинг, Джон Кеннеди, Анвар Садат и мать Тереза. Это наша высшая гражданская награда. Позвольте мне прочитать надпись: "Леху Валенсе, Гданьск, Польша — президентская медаль Свободы ", — такую речь произнес тогдашний Президент США Джордж Буш по поводу награждения Валенсы. Тогда Л. Валенса выступил на совместном заседании двух палат американского парламента, его выступление ознаменовало начало нового этапа в отношениях между двумя странами: "Польский народ связывает имя Соединенных Штатов со свободой и демократией, щедростью и великодушием, с человеческой дружбой и дружеской человечностью. "
Начиная с 1989 года Польша является одним из основных и наиболее стабильных европейских союзников США. Это ярко свидетельствует выражение Збигнева Бжезинского: «Я исхожу из мысли о том, что в этой части мира Польша действительно является важной для Америки страной, особенно с геополитической точки зрения …»